# Zulma Janeth Dueñas Gómez
Zulma Janeth Dueñas Gómez es una científica colombiana, reconocida por su carrera investigativa en Colombia, enfocada en  el estudio de las consecuencias que trae la disrupción del vínculo materno.

## Biografía

### Formación académica
Dueñas nació en la ciudad de Tunja, capital del departamento de Boyacá. Cursó estudios de Biología y Química en la Universidad Pedagógica y Tecnológica de Colombia entre 1988 y 1993. En 1995 empezó a cursar una Maestría en Ciencias Fisiológicas en la Universidad Nacional Autónoma de México y en 1998 un Doctorado en Neurobiología en la misma institución, realizando su estancia postdoctoral en la Universidad de California en Irvine.

### Carrera
Tras graduarse en el programa de Biología y Química, Dueñas ofició como docente en la Universidad de Boyacá. Profesionalmente ha estado vinculada a instituciones como la UNAM, la Universidad de California, el Instituto Nacional de Salud y la Universidad Nacional de Colombia. Su investigación ha estado enfocada en el estudio a nivel celular y molecular de la función del ácido gamma amino burítico (más conocido como GABA), el cual es el principal inhibidor neurotransmisor en el cerebro animal. Con esta labor investigativa pretende hacer contribuciones a tratamiento de enfermedades que afectan la función cerebral como el Alzheimer. La Sociedad del Banco Latinoamericano de Filadelfia otorgó a comienzos de la década de 2000 un donativo por sus esfuerzos investigativos, siendo la primera científica colombiana en lograr dicho reconocimiento. Desde su regreso a Colombia ha estado interesada en investigar las consecuencias de la separación materna durante la lactancia, utilizando principalmente un modelo animal.

## Premios y reconocimientos
- 1999 - Medalla Alfonso Caso, Universidad Autónoma de México
- 1999 - Premio a las Mujeres en Endocrinología, Sociedad de Endocrinología
- 2001 - Premio Bienal José Santos en Oftalmología, Fundación Mexicana para la Salud
- 2002 - Premio PEW Latin American Fellow in Biomedical Sciences USA (Primera Colombiana)
- 2005 - Premio GEN de Investigación Biomédica Básica, Grupo GEN de Estudios del Nacimiento
- 2011 - Becaria Programa PLISSER de Latinoamérica
- 2016 - Docencia Excepcional, Universidad Nacional de Colombia

## Publicaciones
- 2004 - Prolactin in eyes of patients with retinopathy of prematurity: implications for vascular regression.
- 2004 - Microtransplantation of functional receptors and channels from the Alzheimer's brain to frog oocytes.
- 2007 - Properties of glutamate receptors of Alzheimer's disease brain transplanted to frog oocytes.
- 2013 - Maternal Separation during Breastfeeding Induces Gender-Dependent Changes in Anxietyand the GABA-A Receptor Alpha-Subunit in Adult Wistar Rats.
- 2016 - Maternal separation during nursing alters basal neuroendocrine levels in juvenile and adult rats.[3]